# 玉环市城关第一初级中学

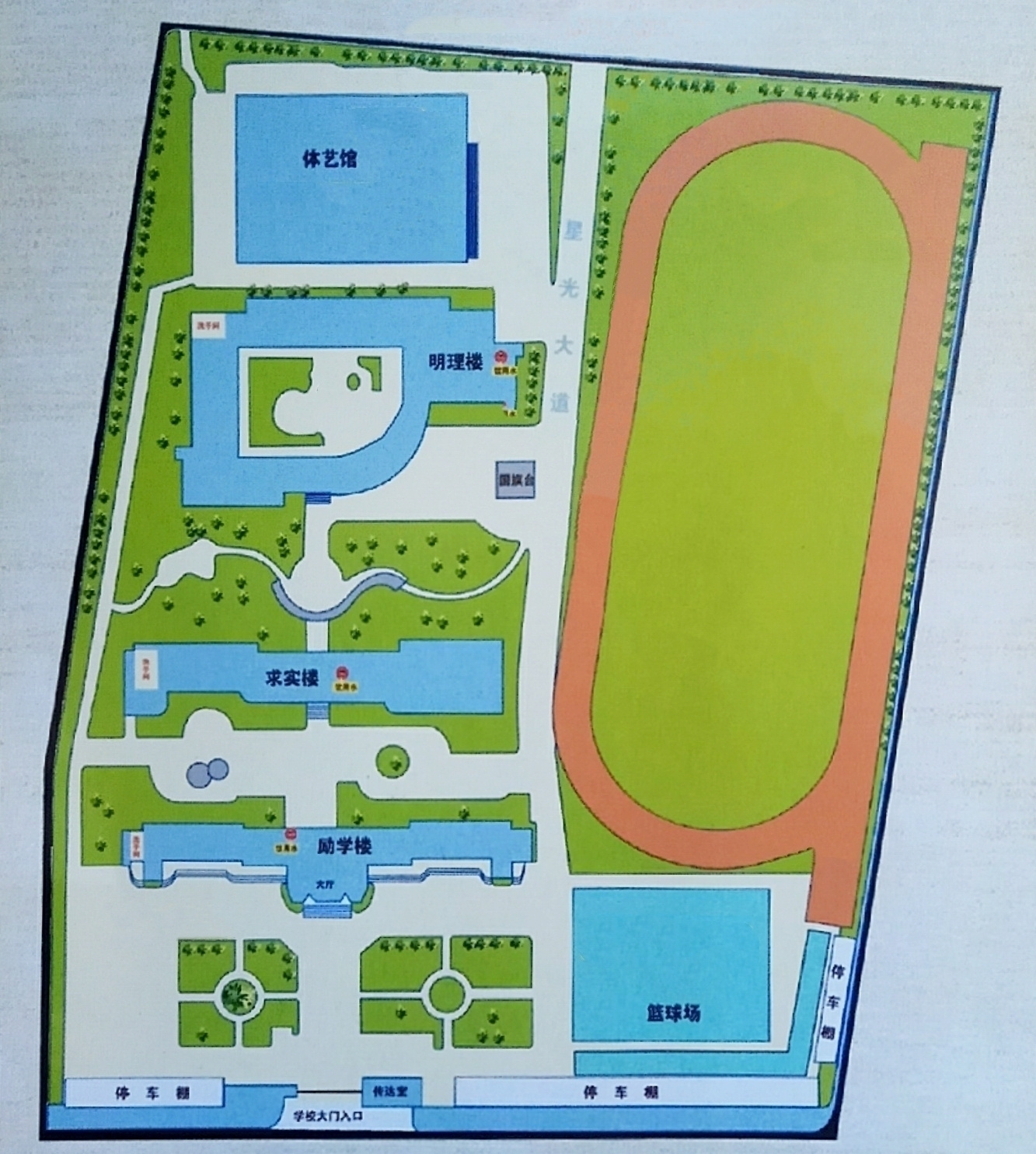
玉环市城关一中校园地图

玉环市城关第一初级中学（前称玉环县城关中学、玉环县珠港镇城关第一初级中学，简称玉环市城关一中）是位于中国浙江省玉环市玉城街道的一所初级中学，占地面积4万平方米。2017年玉环撤县设市后，学校改名为现校名。校训为“严谨、励学、求实、创新”。
玉环市城关一中的前身为玉环县城关联办中学。1981年该校创办，1990年9月迁入玉城街道珠城东路99号的新校址。截止2018年，玉环市城关一中共有学生2400余名，教学班54个，校长为李旦福。2018年，该校同英国吉格斯维克学校结为姐妹学校。该校重视素质教育，经常开展社会实践和主题教育活动；并推行全省首创的创意成绩单，采取数字化服务。该校设立多个社团和选修课，其中机器人社团曾获全国团体一等奖。

## 历史

### 历史沿革
玉环市城关一中于1981年成立，前身是玉环县城关联办中学，校址设在井岙，首任校长为胡严冬。1984年8月，校名改为玉环县城关中学，学校地址亦迁至三合潭“玉环电厂”、垟岙里。之后于1989年至1991年，玉环县城关镇（现玉环市玉城街道）党委、人民政府向125个单位和个人，募集到捐款85万元以修建新校址。1990年，校址于珠城东路99号破土动工，次年9月落成，城关中学迁入现校址。1995年8月，校名改为玉环县珠港镇城关第一初级中学。
2012年，原玉环县实验学校高中部分管校长李旦福调到城关一中担任校长，2015年被评为第一届台州市“最美校长”。2017年，因玉环县撤县设市及珠港镇的分拆，改名为玉环市城关第一初级中学。

### 历任领导
| 起始时间    | 结束时间    | 历任校长 | 历任书记 |
| ----------- | ----------- | -------- | -------- |
| 1981年      | 1984年7月   | 胡严冬   | 无       |
| 1984年8月   | 1990年7月   | 刘严仁   | 无       |
| 1990年8月   | 1995年7月   | 黄正国   | 谢茂庆   |
| 1995年8月   | 1996年7月   | 金华康   | 谢茂庆   |
| 1996年8月   | 1999年7月   | 余建国   | 谢茂庆   |
| 1999年8月   | 2007年7月   | 苏为林   | 吴海琴   |
| 2007年8月   | 2012年7月   | 陈国平   | 陈国平   |
| 2012年8月－ | 2012年8月－ | 李旦福   | 李旦福   |
| 来源：      |             |          |          |

## 现状

### 概况
截止2018年，城关一中共有教职员工188名，学生2400余名，设有教学班54个。师资方面，截止2017年全校共有中学高级教师45人，一级教师64人。该校还成立学科工作室、班主任工作室。该校校训为“严谨、励学、求实、创新”，主题标语为“规范、优质、特色”，另有一条校训为“追求卓越，走向智慧”。校长寄语为“养天地正气，法古今完人；启文修身养正气，求是创新育人才”。

### 校园环境
城关一中校址坐落于玉环市玉城街道珠城东路99号，与天河路的交叉口，公交101路终点站直达。校舍占地40045平方米，其中建筑面积15633平方米。校舍建筑物包括三幢教学楼、食堂、室外体育场、室内体育馆，以及校内的主干道（名为“星光大道”），采用中西合璧的建筑风格。三幢教学楼从北至南分别名为：明理楼、求实楼、励学楼。教学楼安装了电化教育设施、音响系统和网路系统，并设有微格教室、计算机房、图书阅览室、舞蹈房、室内球馆、实验室、心理咨询室等专用教室，以及“玉环市青少年科普活动中心”和机器人实验室。教学楼内，还设有“诚信书吧”，学生可自由借还书籍。目前。城关一中围绕新Logo做了校园改造。

### 课程
经过2014年的课程改革后，城关一中设有必修课和选修课，必修课是所有学生必须修读的固定课堂，选修课则让初一和初二学生根据个人兴趣和爱好来自主选择。截至2015年，学校共提供42门选修课课程，包括数学建模、心理、影视欣赏、机器人编程、摄影、武术等，每人限选一门，每班学生人数上限为40人。这些选修课为学生提供课本以外的知识，课堂内容多元，例如摄影课包括理论课堂和室外取景活动、影视欣赏课包括观影和影评写作等。选修课采用学分制管理，学生获得的学分会用作班级和个人考核的主要依据；课程另设师生互评制度，学生对选修课的评价会纳入教师考评。
除了选修课以外，学校还建有机器人社团、模型社团、科技社团、研究性学习社团、篮球社团等社团。其中，机器人社团在学校的机器人实验室活动，是学校最具特色的项目之一，曾获得2015年全国中小学生网络虚拟机器人设计竞赛团体一等奖；模型社团为“玉环县十佳社团”，亦多次参加省、市比赛。

### 数字服务
玉环市城关一中在2017年列入浙江省教育厅第二批浙江省数字校园示范学校，也是国家教育信息化区域试点单位，及教育部课题和“英特尔未来教育项目”课题的试点学校。曾代表玉环在浙江省数字化校园建设成果上展示，并承办了“台州市数字化校园建设中期成果展”，被评为“台州市数字化校园示范校” 。该校设有名为“玉环e学堂”的网上平台，用途有：实时分析每名学生的学习情况，让教师和学生了解知识点掌握情况，并储存学生的违纪、奖励、家访等各种记录，及管理教师教学资源。该校还建立了强大的多功能“个性化学习支持服务系统”，并设计了“新型成绩单”，通过一本二十余页的小册子，反映学生的学期情况，为全省首创；学生家长亦可以在网上查阅学生的试卷和错题本。

### 校园活动
城关一中开展“最美师生”评选，每学年全校有1000多位学生、60多位教师获这些荣誉。该校每学年在全校范围内开展班级文化布置大赛、以“美丽一中”为主题的艺术作品创作大赛。学校还经常开展社会实践活动，例如组织部分学生开展“五水共治”相关的公益活动；在老师、专家的指导下开展针对当地文物的学习活动等；举办为期一周“班主任节”以致敬班主任；组织学生采访政协委员、人大代表等。学校还设置了由学生组织的校园广播站。另外，学校每月都会开展主题教育活动，如3月春游、4月文化节、8月始业教育、9月感恩教育、10月体育嘉年华、11月科技艺术节、12月新年音乐会；以及不定期举办的国学朗诵会、话剧演出等。

### 姐妹学校
2018年1月4日，玉环市城关一中同英国吉格斯维克学校结为姐妹学校。该校始建于1499年，位于英格兰北约克郡，推行小班化教育。签订协议后，玉环市城关一中组织初一、初二的部分学生前往该校，进行为期15天的国际研学，在吉格斯维克学校学习并游览参观当地景点。

## 荣誉
截止2018年，玉环市城关一中已获国家级荣誉6个，省级荣誉14个，市级以上荣誉60多个。
- 智慧教育实验学校
- 全国初中协作研究学会理事单位
- 浙江省示范初中
- 浙江省义务教育标准化学校
- 浙江省数字校园示范校
- 浙江省示范家长学校
- 女子篮球队曾获浙江省冠军、全国第四名（女子篮球亦是该校的特色体育项目）
- 科技创新社团、模型社团曾多次获省市比赛优异成绩
- 机器人社团曾获全国团体一等奖